# 沖洲大橋
沖洲大橋（おきのすおおはし）は、沖洲川に架かる平面の橋である。徳島県徳島市南末広町（西岸）と徳島市南沖洲一丁目（東岸）を結ぶ。

## 概要
1969年（昭和44年）に完成。沖洲川と新町川の合流点近くに架かる。川岸は上流の沖洲橋から当橋まで舗装された遊歩道が設置されている。橋の界隈は創価学会徳島文化会館・JF徳島漁連がある。

## 隣の橋梁
（上流） - 城東大橋 - 沖洲橋 - 沖洲大橋 - （下流）